# Oak Ridge (Missouri)
Oak Ridge is een plaats (town) in de Amerikaanse staat Missouri, en valt bestuurlijk gezien onder Cape Girardeau County.

## Demografie
Bij de volkstelling in 2000 werd het aantal inwoners vastgesteld op 202.
In 2006 is het aantal inwoners door het United States Census Bureau geschat op 248, een stijging van 46 (22,8%).

## Geografie
Volgens het United States Census Bureau beslaat de plaats een oppervlakte van
1,0 km², geheel bestaande uit land. Oak Ridge ligt op ongeveer 155 m boven zeeniveau.

## Plaatsen in de nabije omgeving
De onderstaande figuur toont nabijgelegen plaatsen in een straal van 16 km rond Oak Ridge.